# Конвенция о границах Франции и Великобритании 1983 года
Конвенция о границах Франции и Великобритании 1983 года (англ. 1983 France — United Kingdom Maritime Boundary Convention, фр. Convention de 1983 sur la frontière maritime France-Royaume-Uni) — межправительственное соглашение 1983 года, подписанное правительствами Франции и Великобритании, устанавливающее морскую границу между Французской Полинезией и британской заморской территорией Островов Питкэрн.

## Условия соглашения
Текст договора устанавливает границу, которая представляет собой равноудаленную линию между ближайшими островами двух территорий. Граница проходит примерно по линии север-юг и состоит из пяти прямолинейных морских отрезков, определяемых шестью отдельными координатными точками.

## Подписание соглашения
Соглашение было подписано в Париже 25 октября 1983 года. Конвенция вступила в силу 12 апреля 1984 года, после того как оба государства ратифицировали её. В 1993 году, после того как Великобритания объявила об исключительной экономической зоне вокруг островов Питкэрн, два государства договорились о том, что граница, установленная в соглашении 1983 года, также должна быть границей между исключительными экономическими зонами Франции и Великобритании в южной части Тихого океана.